# Barrett M95
A M95 é um Fuzil de precisão bullpup de ação por ferrolho, calibre 12,7x99mm NATO e fabricado pela Barrett Firearms Manufacturing.

## Utilizadores
- Austrália[2]
- Grécia[3]
- Jordânia[4]
- Malásia: Empregado pelo Grupo Especial do Exército da Malásia.[5]
- Filipinas: Adotado pelos fuzileiros navais das Filipinas.[6] Rifles comprados em 1998.[7]
- Espanha: Exército da Espanha e Armada Espanhola.[8]
- Portugal: Utilizado pelo Centro de Tropas de Operações Especiais.[9]